# Mathieu de Morgues
Pour les articles homonymes, voir Saint-Germain.
Très fréquemment confondu avec le jésuite provençal Mathieu Mourgues (1633-1714), architecte, et recteur du collège jésuite de Nîmes)
Mathieu de Morgues, dit sieur de Saint-Germain, né en 1582 à Saint-Germain-Laprade et mort le 29 décembre 1670 en l'hospice des Incurables à Paris, est un pamphlétaire français.

## Biographie

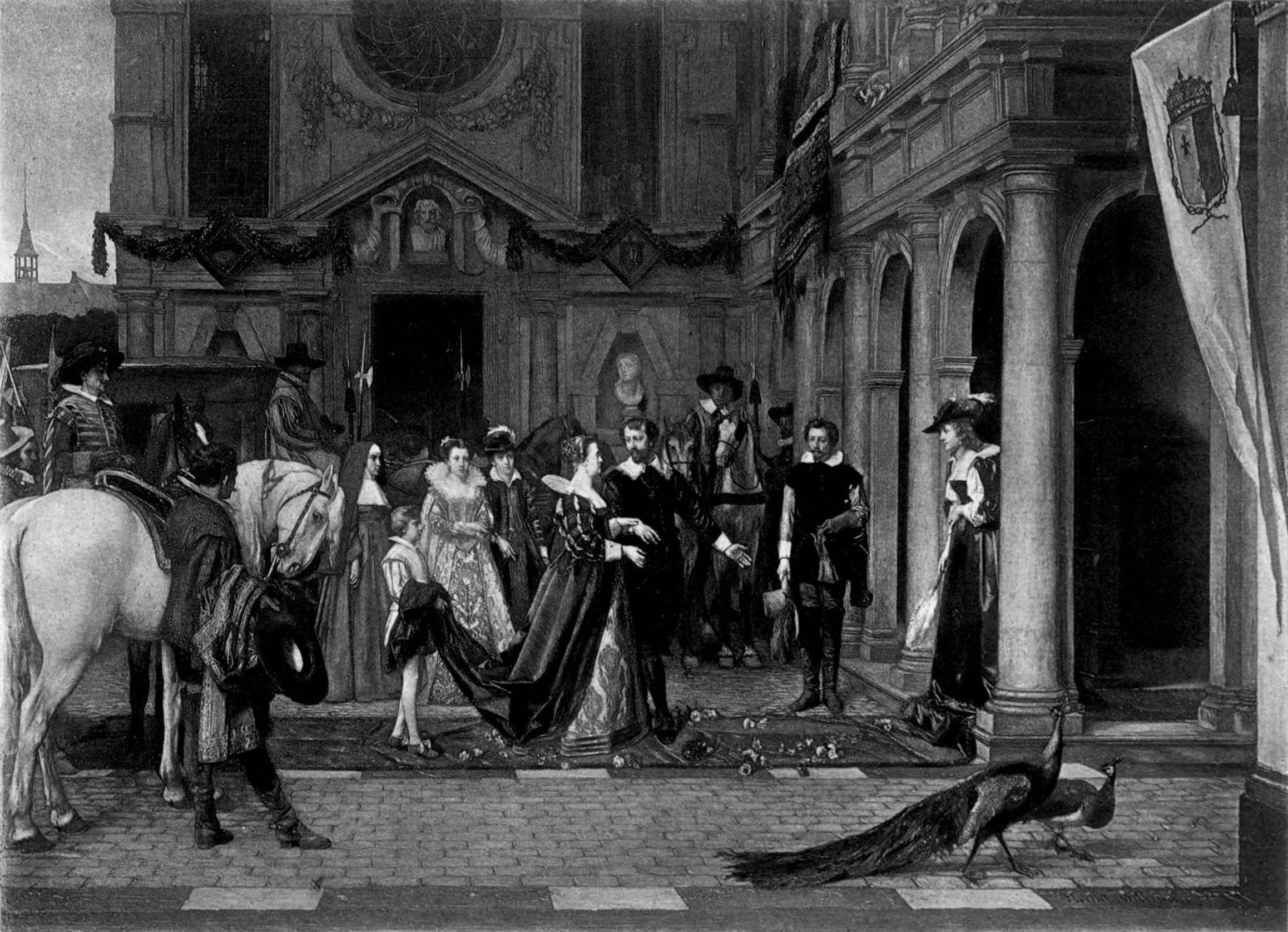
Marie de Medicis visitant Pierre Paul Rubens, toile de Florent Willems (1823-1905).

Mathieu de Morgues, sieur de Saint-Germain, est né en 1582, au château de Saint-Germain-Laprade. Son père, Claude de Morgues, est le troisième consul du Velay et y joue un rôle dans les guerres religieuses. Le jeune Mathieu termine ses études au collège des jésuites d'Avignon, et y entre dans l'état ecclésiastique. Il quitte l'ordre en 1610, « en fugitif » - selon certains de ses adversaires – afin d'échapper à un jugement d'exclusion pour comportements illicites[Lesquels ?].
Il fait carrière à la cour de France comme aumônier de la reine Marguerite puis de Marie de Médicis, mère de Louis XIII ; il prend le parti de celle-ci contre Richelieu lors de leur rupture et, en 1631, accompagne la reine-mère et Gaston d'Orléans dans leur exil à Bruxelles, aux Pays-Bas espagnols. Là, il rédige de volumineux pamphlets contre le cardinal, qu'il appelle par dérision « Son Éminence par-dessus les mortels », dans lesquels il critique durement sa politique intérieure et extérieure. Ses ouvrages, imprimés aux Pays-Bas, entrent en cachette en France, parfois dans le double fond de carrosses de hauts personnages. Richelieu, incapable de le réduire au silence, parvient cependant à empêcher sa nomination comme évêque de Toulon et crée une équipe d'écrivains à gages, dirigée par François Le Métel de Boisrobert, pour répondre à ses attaques. Mathieu de Morgues est condamné à mort par contumace en 1632 et Richelieu tente vainement d'obtenir son extradition.
En 1637, Mathieu de Morgues commande au peintre flamand Pierre Paul Rubens un frontispice pour illustrer un recueil composé de ses Diverses pièces pour la défence de la royne mère du roy très chrestien Louys XIII. Le dessin est exécuté par un des élèves de Rubens, Erasmus Quellinus : il représente Cybèle, mère des dieux et allégorie transparente de la reine-mère, entourée de figures et devises symboliques qui évoquent son prochain retour en France et sa vengeance contre le « perfide et ingrat » Richelieu. L'ouvrage est imprimé par Balthasar Moretus à Anvers : Marie de Médicis fait acheter presque toute l'édition, un millier d'exemplaires, pour 12 000 florins, et en offre un exemplaire à Rubens.
En 1639 est jouée à Paris une pièce intitulée Le Grand Timoléon de Corinthe, tragi-comédie. Elle est publiée en 1641. La Bnf possède un exemplaire imprimé par Toussaint Quinet, daté de 1642, mais le privilège mentionne « Achevé d'imprimer pour la première fois le dernier jour d'avril 1641 ». La pièce imprimée est signée du « Sieur de St. Germain ». Il pourrait s'agir de Matthieu de Morgues : Timoléon, général corinthien dont Plutarque écrivit la vie, est célèbre pour avoir pacifié la Sicile en guerre civile au IVe siècle. À Corinthe, il aurait assassiné son frère Timophane qui prétendait à la tyrannie. Célébrer la vertu de Timoléon, qui fit passer la liberté de Corinthe au dessus des liens du sang, était une manière, en 1639, d'appeler à la révolte contre la tyrannie de Richelieu.
À la mort de Richelieu, en 1642, Mathieu de Morgues rédige un nouveau pamphlet où il lui adresse une épitaphe féroce : « Si la France riche a jamais enrichi d'homme à l'égal de cestuy-cy, on peut dire qu'estant assez impatiente, elle n'a jamais souffert si longtemps une tyrannie pareille à la sienne, et que le désir de la paix a faict qu'elle n'a jamais veu un mort avec plus grande joie ». Et il ajoute dans le même ouvrage : « La justice divine luy pourrit et roidit le bras droict qu’il avoit roidy souvent contre le Ciel, et après luy sécha la main qui avoit signé beaucoup de guerres et d’injustices ». Il dénonce l'extraordinaire enrichissement du cardinal qui, en léguant une partie de ses biens au roi, n'a fait que rendre ce qu'il avait volé à la France. En politique extérieure, il reproche à Richelieu d'avoir « destruict quasi toutes les grandes maisons du royaume pour relever la sienne », « embrazé toute la chrestienté » et éternisé la guerre contre la monarchie espagnole pour se rendre indispensable au roi.